# Дюран, Раймон
Раймон Дюран (фр. Raymond Durand; род. 8 июля 1952, Гап, Франция) — французский автогонщик, двукратный победитель Кубока ФИА для автомобилей с альтернативными источниками энергии (2009 и 2010).